# القيزان (المخادر)

تعديل مصدري - تعديل

القيزان محلة تابعة لقرية عفينة، التابعة لعزلة المعشار بمديرية المخادر إحدى مديريات محافظة إب في الجمهورية اليمنية، بلغ تعداد سكانها 200 حسب تعداد اليمن لعام 2004.